# گابریل فونتان
گابریل فونتان (فرانسوی: Gabrielle Fontan‎؛ ۱۶ آوریل ۱۸۷۳ – ۸ سپتامبر ۱۹۵۹) بازیگر اهل فرانسه بود.

## گزیدهٔ فیلم‌شناسی
- بینوایان (۱۹۵۸)
- زیبا باش اما خفه شو (۱۹۵۸)
- دروازه‌های پاریس (۱۹۵۷)
- منون (۱۹۴۹)
- آقای ونسان (۱۹۴۷)
- گردشی بیرون شهر (۱۹۳۶)